# Nati nel 1942/Novembre
| Questa pagina contiene informazioni ricavate automaticamente dalle voci biografiche con l'ausilio del template Bio e di un bot. L'aggiornamento è periodico e automatico e ricostruisce completamente la pagina. Se manca una persona in questa lista, sei pregato di non aggiungerla, ma accertati piuttosto che la sua voce biografica contenga il template Bio e che i dati anagrafici siano correttamente compilati. Se il template Bio manca, inseriscilo tu stesso o, in alternativa, metti l'avviso {{tmp\|Bio}} che ne segnala la mancanza. Se i dati riportati sono sbagliati, correggi direttamente la voce biografica; le modifiche saranno visibili in questa lista entro pochi giorni. Per chiarimenti vedi il progetto biografie. La lista contiene solo le 222 persone che sono citate nell'enciclopedia e per le quali è stato implementato correttamente il template Bio. Pagina aggiornata al 18 ago 2025. |

- 1º novembre - Antonio Drove, regista e sceneggiatore spagnolo († 2005)
- 1º novembre - Larry Flynt, editore statunitense († 2021)
- 1º novembre - Marta Kubišová, cantante e attrice ceca
- 1º novembre - Miguel Palmer, attore messicano († 2021)
- 1º novembre - Raffaele Uzzi, doppiatore e direttore del doppiaggio italiano
- 1º novembre - Marcia Wallace, attrice, comica e conduttrice televisiva statunitense († 2013)
- 1º novembre - Teruhiko Yumura, fumettista, illustratore e designer giapponese
- 1º novembre - Michael Zaslow, attore statunitense († 1998)
- 2 novembre - Vasco Giannotti, politico italiano
- 2 novembre - Shere Hite, sessuologa, scrittrice e storica tedesca († 2020)
- 2 novembre - Laurana Lajolo, scrittrice italiana
- 2 novembre - Stefanie Powers, attrice e giocatrice di polo statunitense
- 2 novembre - Ron Reed, ex giocatore di baseball e ex cestista statunitense
- 2 novembre - Marco Tropea, editore, giornalista e scrittore italiano († 2023)
- 2 novembre - Bibi Vogel, attrice, cantante e attivista brasiliana († 2004)
- 3 novembre - Óscar Benalcázar, ex cestista peruviano
- 3 novembre - Hans Meyer, allenatore di calcio e ex calciatore tedesco
- 3 novembre - Adriano Passuello, ex ciclista su strada italiano
- 3 novembre - Martin Cruz Smith, scrittore e giornalista statunitense († 2025)
- 3 novembre - Priit Tomson, ex cestista sovietico
- 4 novembre - Ljudmila Gromova, ex ginnasta sovietica
- 4 novembre - Patricia Bath, oculista, filantropa e inventrice statunitense († 2019)
- 4 novembre - Rudolf Belin, ex calciatore e allenatore di calcio jugoslavo
- 4 novembre - Giovanna Cattaneo Incisa, politica italiana († 2011)
- 4 novembre - Vittorio De Bisogno, attore italiano
- 4 novembre - Edward Luttwak, economista, politologo e saggista romeno
- 4 novembre - Silvano Schiavon, ciclista su strada italiano († 1977)
- 5 novembre - Pierangelo Bertoli, cantautore italiano († 2002)
- 5 novembre - Luís Alberto Alves Severino, allenatore di calcio e ex calciatore brasiliano
- 5 novembre - Elías Tolentino, cestista filippino († 2017)
- 5 novembre - Frederica Wilson, politica statunitense
- 6 novembre - Roberto Antonelli, filologo e linguista italiano
- 6 novembre - Valeriano Barbiero, calciatore italiano († 2016)
- 6 novembre - William Regis Fey, vescovo cattolico e missionario statunitense († 2021)
- 6 novembre - Leonardo Gómez Torrego, filologo spagnolo
- 6 novembre - Zygmunt Kawecki, ex schermidore polacco
- 6 novembre - Ken Patera, sollevatore, wrestler e strongman statunitense
- 7 novembre - Armando Ceste, regista italiano († 2009)
- 7 novembre - Costantino Dell'Osso, dirigente d'azienda e politico italiano
- 7 novembre - Tony Jackson, cestista statunitense († 2005)
- 7 novembre - Jim Johnson, hockeista su ghiaccio canadese († 2021)
- 7 novembre - Ignacio Martín-Baró, gesuita, psicologo e insegnante spagnolo († 1989)
- 7 novembre - Paola Pascolini, sceneggiatrice italiana
- 7 novembre - Miguel Rellán, attore spagnolo
- 7 novembre - Johnny Rivers, cantautore, chitarrista e produttore discografico statunitense
- 7 novembre - Jean Shrimpton, supermodella e attrice britannica
- 7 novembre - André Vingt-Trois, cardinale e arcivescovo cattolico francese († 2025)
- 8 novembre - Vincent Gray, politico statunitense
- 8 novembre - Margaret Ladd, attrice statunitense
- 8 novembre - Sandro Mazzola, ex calciatore e dirigente sportivo italiano
- 8 novembre - Angela Nanetti, scrittrice italiana
- 8 novembre - Nilza Monte Garcia, cestista brasiliana († 2011)
- 8 novembre - Vittorio Pandolfi, giornalista italiano
- 8 novembre - Fernando Sorrentino, scrittore argentino
- 9 novembre - Norma Baylon, ex tennista argentina
- 9 novembre - Francesco Greco, avvocato e politico italiano († 2018)
- 9 novembre - Richard Greene, violinista statunitense
- 9 novembre - Herbert Gruber, ex bobbista austriaco
- 9 novembre - Michele Lauria, politico e scrittore italiano
- 9 novembre - Helmut Stein, calciatore tedesco orientale († 2022)
- 9 novembre - Riccardo Valla, traduttore, saggista e scrittore di fantascienza italiano († 2013)
- 9 novembre - Tom Weiskopf, golfista statunitense († 2022)
- 10 novembre - Yoshikuni Awano, ex cestista giapponese
- 10 novembre - Marisa Bartoli, attrice italiana († 2024)
- 10 novembre - Robert Engle, economista e statistico statunitense
- 10 novembre - James Hood, attivista statunitense († 2013)
- 10 novembre - Börje Jansson, pilota motociclistico svedese
- 10 novembre - Barry Kramer, cestista statunitense († 2025)
- 10 novembre - Hans-Rudolf Merz, politico svizzero
- 10 novembre - Bruno Pinna, allenatore di calcio e ex calciatore italiano
- 10 novembre - Amerigo Restucci, architetto italiano
- 10 novembre - Michel Tabachnik, direttore d'orchestra e compositore svizzero
- 11 novembre - Jejomar Binay, politico filippino
- 11 novembre - Charles Konan Banny, politico e economista ivoriano († 2021)
- 11 novembre - Jevgēņija Ļisicina, organista lettone
- 11 novembre - Marianne McAndrew, attrice statunitense
- 11 novembre - Helmut Uhlig, cestista e allenatore di pallacanestro tedesco († 2014)
- 12 novembre - Jean Bengué, cestista e politico centrafricano († 2015)
- 12 novembre - Luigi Farina, ex calciatore italiano
- 12 novembre - Paulinho da Viola, cantante, chitarrista e compositore brasiliano
- 12 novembre - Janette Turner Hospital, scrittrice australiana
- 12 novembre - Dobromir Žečev, allenatore di calcio e ex calciatore bulgaro
- 13 novembre - John Hammond, chitarrista e cantante statunitense
- 13 novembre - Walter Johnson, giocatore di football americano e wrestler statunitense († 1999)
- 13 novembre - José María Martínez Muguerza, ex calciatore spagnolo
- 13 novembre - Lothar Zagrosek, direttore d'orchestra tedesco
- 14 novembre - Jean-Noël Aletti, presbitero e biblista francese
- 14 novembre - Giancarlo Aragona, diplomatico italiano
- 14 novembre - Klaus Beer, lunghista tedesco († 2023)
- 14 novembre - Paolo Ciarchi, chitarrista italiano († 2019)
- 14 novembre - Julijan Gbur, vescovo cattolico ucraino († 2011)
- 14 novembre - Elena Ghielmini, poetessa e scrittrice svizzera
- 14 novembre - Mamoni Raisom Goswami, scrittrice e docente indiana († 2011)
- 14 novembre - Natal'ja Gutman, violoncellista russa
- 14 novembre - Kent Hance, politico e avvocato statunitense
- 14 novembre - Roberto Rodríguez Aguirre, ex calciatore spagnolo
- 14 novembre - Hans Scholl, astronomo tedesco
- 14 novembre - Bryan Watson, hockeista su ghiaccio e allenatore di hockey su ghiaccio canadese († 2021)
- 15 novembre - Alessandro Aramu, hockeista su prato, allenatore di hockey su prato e dirigente sportivo italiano († 2020)
- 15 novembre - Daniel Barenboim, pianista e direttore d'orchestra argentino
- 15 novembre - Joe Bataan, cantante, ballerino e produttore discografico statunitense
- 15 novembre - Josaphat-Robert Large, scrittore haitiano († 2017)
- 15 novembre - Giuseppe Tesauro, giurista italiano († 2021)
- 16 novembre - Maria Jelinek, ex pattinatrice artistica su ghiaccio canadese
- 16 novembre - Vincenzo Manzella, vescovo cattolico italiano
- 16 novembre - Donna McKechnie, ballerina, cantante e attrice statunitense
- 16 novembre - Joanna Pettet, attrice britannica
- 17 novembre - Giuseppe Astore, politico italiano
- 17 novembre - Attilio Bastianini, politico italiano
- 17 novembre - Derek Clayton, ex maratoneta australiano
- 17 novembre - Artie Cobb, giocatore di poker statunitense
- 17 novembre - Partha Dasgupta, economista indiano
- 17 novembre - Bob Gaudio, compositore, produttore discografico e cantante statunitense
- 17 novembre - Kang Kek Iew, politico e criminale di guerra cambogiano († 2020)
- 17 novembre - Hans Jansen, scrittore e politico olandese († 2015)
- 17 novembre - Audrey, cantante e attrice tedesca († 2012)
- 17 novembre - Colin Nelson, ex slittinista e ex bobbista canadese
- 17 novembre - Martin Scorsese, regista, produttore cinematografico e sceneggiatore statunitense
- 17 novembre - Luciano Ventrone, pittore italiano († 2021)
- 17 novembre - Hermann Vorländer, teologo polacco
- 17 novembre - Janina Wojtal, ex cestista polacca
- 18 novembre - Linda Evans, attrice statunitense
- 18 novembre - Mónica Randall, attrice spagnola
- 18 novembre - Susan Sullivan, attrice statunitense
- 19 novembre - Gary Ackerman, politico statunitense
- 19 novembre - Christine Buchegger, attrice austriaca († 2014)
- 19 novembre - María de las Casas, modella venezuelana († 2013)
- 19 novembre - Calvin Klein, stilista, designer e imprenditore statunitense
- 19 novembre - Emory Kristof, fotografo statunitense († 2023)
- 19 novembre - Serge Panizza, schermidore francese († 2016)
- 19 novembre - József Prieszol, ex cestista ungherese
- 19 novembre - Maurizio Torrini, storico della filosofia italiano († 2019)
- 19 novembre - Zenon Zaczyński, calciatore polacco († 2025)
- 19 novembre - Alberto Zamot, ex cestista portoricano
- 20 novembre - Joe Biden, politico statunitense
- 20 novembre - Bob Einstein, attore, comico e autore televisivo statunitense († 2019)
- 20 novembre - Norman Greenbaum, cantautore statunitense
- 20 novembre - Meredith Monk, compositrice, cantante e regista statunitense
- 20 novembre - Paulos Faraj Rahho, arcivescovo cattolico iracheno († 2008)
- 21 novembre - Enrico Ciacci, chitarrista e compositore italiano († 2018)
- 21 novembre - Antonio D'Atena, giurista italiano
- 21 novembre - Julia Hamari, mezzosoprano e contralto ungherese
- 21 novembre - Al Matthews, attore e cantante statunitense († 2018)
- 21 novembre - Franco Parigi, politico italiano
- 21 novembre - Giovanni Senzani, ex brigatista italiano
- 21 novembre - Randall D. Smith, imprenditore statunitense
- 21 novembre - Aristide Tanzi, giurista italiano († 2005)
- 21 novembre - Heidemarie Wieczorek-Zeul, politica tedesca
- 22 novembre - Guion Bluford, ingegnere e ex astronauta statunitense
- 22 novembre - Ruslan Imranovič Chasbulatov, economista e politico russo († 2023)
- 22 novembre - Harry Edwards, sociologo e attivista statunitense
- 22 novembre - Gustavo Peña, calciatore e allenatore di calcio messicano († 2021)
- 22 novembre - Fabrizio Saccomanni, banchiere, economista e politico italiano († 2019)
- 22 novembre - Johny Schleck, ex ciclista su strada lussemburghese
- 22 novembre - Jeffrey Ullman, informatico e docente statunitense
- 23 novembre - Susan Anspach, attrice statunitense († 2018)
- 23 novembre - Gian Franco Campobasso, giurista italiano († 2003)
- 23 novembre - Roberta Kelly, cantante statunitense
- 23 novembre - Sergio Ottolina, velocista e bobbista italiano († 2023)
- 23 novembre - Gary Turner, cestista statunitense († 2023)
- 24 novembre - Ferenc András, regista e sceneggiatore ungherese († 2024)
- 24 novembre - Maurizio Balocchi, politico italiano († 2010)
- 24 novembre - Billy Connolly, attore, comico e musicista britannico
- 24 novembre - Raffaele Coppola, giurista italiano
- 24 novembre - Offer Eshed, cestista e allenatore di pallacanestro israeliano († 2007)
- 24 novembre - Maurice Morin, ciclista su strada francese
- 24 novembre - Jean Ping, diplomatico e politico gabonese
- 24 novembre - Jack Rieley, imprenditore, produttore discografico e disc jockey statunitense († 2015)
- 24 novembre - Andrew Stunell, politico britannico († 2024)
- 24 novembre - Craig Thomas, scrittore gallese († 2011)
- 24 novembre - Freddie Webb, ex cestista, allenatore di pallacanestro e politico filippino
- 25 novembre - Blackjack Mulligan, wrestler statunitense († 2016)
- 25 novembre - Dīmītrios Papaïōannou, calciatore greco († 2023)
- 25 novembre - Rosa von Praunheim, regista tedesco
- 25 novembre - Roman Rurua, ex lottatore sovietico
- 25 novembre - Oddvar Træen, ex calciatore norvegese
- 26 novembre - Olivia Cole, attrice statunitense († 2018)
- 26 novembre - Leona Detiège, politica belga
- 26 novembre - William Hauptman, librettista e drammaturgo statunitense
- 26 novembre - Kim Layton, ex slittinista statunitense
- 26 novembre - Ján Ondrášek, ex calciatore cecoslovacco
- 26 novembre - Manuela Palermi, giornalista e politica italiana
- 26 novembre - Gastone Pietrucci, etnomusicologo, cantante e direttore artistico italiano
- 26 novembre - Jan Stenerud, ex giocatore di football americano norvegese
- 27 novembre - Manolo Blahnik, stilista spagnolo
- 27 novembre - David Bonderman, imprenditore statunitense († 2024)
- 27 novembre - Giovanni Carbonara, architetto italiano († 2023)
- 27 novembre - Henry Carr, velocista e giocatore di football americano statunitense († 2015)
- 27 novembre - Marilyn Hacker, poetessa e traduttrice statunitense
- 27 novembre - Jimi Hendrix, chitarrista e cantautore statunitense († 1970)
- 27 novembre - Henryk Hoser, arcivescovo cattolico, missionario e medico polacco († 2021)
- 27 novembre - Nic Jorge, cestista e allenatore di pallacanestro filippino († 2020)
- 27 novembre - Robert Nemkovich, vescovo vetero-cattolico statunitense
- 27 novembre - Marcello Signoretti, presbitero e missionario italiano
- 27 novembre - Mridula Sinha, scrittrice e politica indiana († 2020)
- 27 novembre - René Steichen, politico lussemburghese
- 27 novembre - Peter Thompson, calciatore inglese († 2018)
- 27 novembre - Néstor Togneri, calciatore argentino († 1999)
- 27 novembre - Juan Manuel Zamora, calciatore spagnolo († 2015)
- 28 novembre - Maurizio Andolfi, psichiatra italiano
- 28 novembre - Esteban Juan Caselli, politico italiano
- 28 novembre - Mario Cocciu, politico italiano
- 28 novembre - Bo Johansson, allenatore di calcio e ex calciatore svedese
- 28 novembre - Davie Johnston, calciatore scozzese († 2004)
- 28 novembre - Joachim Peter, ex schermidore tedesco
- 28 novembre - Hans-Peter Rehm, compositore di scacchi tedesco
- 28 novembre - Eric Shinseki, generale statunitense
- 28 novembre - Gunnar Utterberg, canoista svedese († 2021)
- 28 novembre - Paul Warfield, ex giocatore di football americano statunitense
- 28 novembre - Luigi Zanda, politico e avvocato italiano
- 29 novembre - Felix Cavaliere, cantautore e tastierista statunitense
- 29 novembre - Michael Craze, attore britannico († 1998)
- 29 novembre - Lajos Dunai, calciatore ungherese († 2000)
- 29 novembre - Ann Dunham, antropologa statunitense († 1995)
- 29 novembre - Reinhold Durnthaler, bobbista austriaco († 2017)
- 29 novembre - Kunio Lemari, politico marshallese († 2008)
- 29 novembre - Carlo Ripari, allenatore di calcio e ex calciatore italiano
- 30 novembre - Michael Ah Matt, cestista australiano († 1983)
- 30 novembre - Livio Forma, giornalista italiano († 2015)
- 30 novembre - Thomas Cleveland Holt, storico statunitense
- 30 novembre - Jamie Muir, percussionista britannico († 2025)
- 30 novembre - Winston Severn, attore e produttore cinematografico statunitense